# 周骏
周駿（1884年—1923年），字吉珊，男，四川省成都府金堂县人，中華民國初年军事将领。

## 生平
周駿自四川武備学堂毕业后，赴日本留学，后毕业于陸軍士官学校第6期步兵科。1909年（宣統元年）归国，此後历任四川武備学堂教習、監督，四川新軍第十七鎮管带、標統。
1912年（民国元年），任四川第1師師長。1913年（民国2年），任陸軍第15師師長兼重慶鎮守使。以上任职经历为周駿日后执掌四川軍界提供了帮助。
護国战争爆发，1916年（民国5年）5月22日，四川将军陈宧宣告独立，24日，袁世凱撤除陈宧军职，任命周骏署督理四川军务，周骏即派兵進迫成都，陈、周两军相峙。袁世凱死后，黎元洪继任总统，6月15日，命二人約束部下，24日，任蔡锷为四川都督，令陈、周二人回北京。25日，陳宧遵令离开，但周骏不听命，盘踞成都，蔡锷调集滇军，分道进逼。7月20日，周骏終撤离。
1923年（民国12年）5月，北京政府任命周駿担任四川盐運使。同年中，周駿逝世，享年40岁。